# Ameridion ruinum
Ameridion ruinum là một loài nhện trong họ Theridiidae.
Loài này thuộc chi Ameridion. Ameridion ruinum được Herbert Walter Levi miêu tả năm 1959.